# Баккал (Азербайджан)
Баккал (азерб. Baqqal) — село в Шекинском районе Азербайджана. 

## География
Баккал расположен к северо-западу от районного центра Шеки.   

## Этимология
Ойконим Баккал имеет арабское происхождение, далее перешедшее в тюркские языки. Дословно передается в значениях «купец», «торговец». Схожие топонимы отмечаются в Крыму, например Баккал-Су.

## История
Этнограф-кавказовед Н. Г. Волкова: «В последней четверти XIX в. население двух сел в Азербайджане (в Нухинском уезде Елисаветпольской губ.) — Джунут-2 и Бахкала — считалось сейидами, по преданию выходцами из арабского племени курейшитов. Предки этих арабов, рассказывалось в предании, пришли в край несколько сот лет тому назад и получили от местных ханов в пользование ряд селений, жители которых обязаны были платить им подать — десятую часть всех производившихся продуктов».

## Население
В Памятной книжке Елисаветпольской губернии на 1910 год, в селе Бакхалъ показаны 40 дымов и 202 жителей «татар-суннитов» (азербайджанцев-суннитов). 
Выпуск Кавказского календаря на 1915 год упоминает азербайджанское («татарское» в источнике) село Бакхалъ (так в тексте) Нухинского уезда с населением 177 человек.
Согласно результатам Азербайджанской сельскохозяйственной переписи 1921 году Бахкал Нухинского уезда Азербайджанской ССР населяли 194 человек (45 хозяйств), преимущественно тюрки-азербайджанцы (азербайджанцы), а население состояло из 99 мужчин и 95 женщин. По материалам издания «Административное деление АССР», подготовленного в 1933 году Управлением народно-хозяйственного учёта Азербайджанской ССР (АзНХУ), по состоянию на 1 января 1933 года в Баккале входившем в состав Биледжикского сельсовета Нухинского района Азербайджанской ССР насчитывалось 238 человек населения, среди которых 114 мужчин и 124 женщины. Национальный состав Биледжикского сельсовета (селения Биледжик I, Биледжик II) на 86,7 % состоял из «тюрков» (азербайджанцев).